# Mauro Silva
Mauro Silva, teljes nevén: Mauro da Silva Gomes (São Bernardo do Campo, 1968. január 12. –) világbajnok brazil válogatott labdarúgó.
A brazil válogatott tagjaként részt vett az 1991-es és az 1997-es Copa Américán, az 1994-es világbajnokságon és az 1998-as CONCACAF-aranykupán.

## Sikerei, díjai
Bragantino
- Paulista bajnok (1): 1990

Deportivo La Coruña
- Spanyol bajnok (1): 1999–2000
- Spanyol kupagyőztes (1): 1994–95, 2001–02
- Spanyol szuperkupagyőztes (3): 1995, 2000, 2002

Brazília
- Copa América győztes (1): 1997
- Világbajnok (1): 1994
- CONCACAF-aranykupa bronzérmes (1): 1998

Egyéni
- Bola de Ouro (1): 1991